# Charles Town (Karolina Północna)

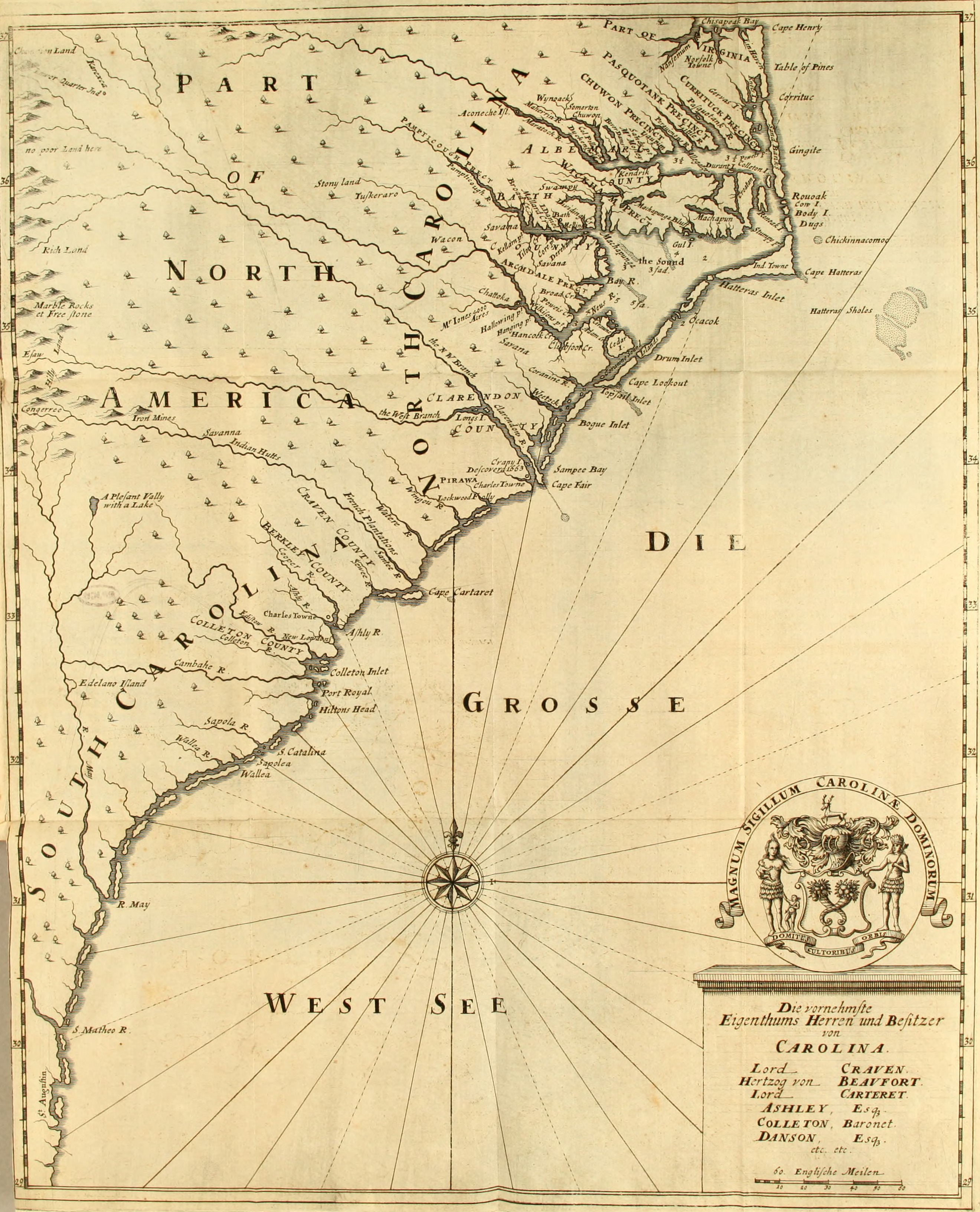
Mapa prowincji Karolina (prowincja) z 1712 roku. W środkowej części mapy, nieopodal przylądka Cape Fear (opatrzonego nazwą „Cape Fair”) zaznaczona nieistniejąca już wówczas miejscowość Charles Towne. Na południowy zachód od niego zaznaczone również inne „Charles Towne” – obecny Charleston.

Charles Town (lub Charles Towne) – krótko istniejąca angielska osada kolonialna (1664–1667), jedna z najwcześniejszych na terenie obecnego stanu Karolina Północna (Stany Zjednoczone). Miejscowość ulokowana była nad ujściem strumienia Town Creek do rzeki Cape Fear, około 30 km od ujścia tej ostatniej do Oceanu Atlantyckiego, w granicach współczesnego hrabstwa Brunswick, nieopodal Wilmington. 

## Historia
W 1663 roku król Anglii Karol II ustanowił prowincję Karolina i nadał prawo jej kolonizacji ośmiu lordom, jako wyraz wdzięczności za ich udział w restauracji angielskiej monarchii (1660). W tym samym roku grupa osadników z Nowej Anglii zakupiła od lokalnej społeczności indiańskiej fragment ziemi nad rzeką Cape Fear, z zamiarem założenia nowej osady. Ta opuszczona została po niespełna trzech miesiącach, w rezultacie konfliktu z Indianami.
Ponowną próbę kolonizacji podjęła w 1664 roku grupa osadników z angielskiej kolonii na Barbadosie, która zmagała się wówczas z przeludnieniem. Grupa pod przewodnictwem Johna Vassalla wylądowała tu 29 maja 1664. Nową osadę, nazwaną Charles Town na cześć króla, ulokowali nieopodal wcześniejszej, na zakupionym od Indian obszarze o powierzchni około 80 km². W szczytowym okresie osada liczyła około 800 osadników. Problemy z zaopatrzeniem, zatargi z ludnością indiańską i ostatecznie huragan, który nawiedził Karolinę w 1667 roku, skłoniły mieszkańców do opuszczenia osady, co nastąpiło w tym samym roku. Osadnicy udali się pieszo nad zatokę Albemarle Sound, wówczas najbliższy im ośrodek osadnictwa angielskiego; część tam zamieszkała, część udała się dalej na północ, do Wirginii, a część powróciła na Barbados.
Nieprzychylność lokalnej ludności indiańskiej oraz obecność piratów (w tym Czarnobrodego i Stede Bonneta) spowodowały, że kolejna próba kolonizacji w regionie przylądka Cape Fear nastąpiła dopiero pół wieku później (Brunswick Town).
W 1670 roku, trzy lata po opuszczeniu osady, nazwę Charles Town otrzymała nowo założona osada położona około 200 km na południe – obecne miasto Charleston w Karolinie Południowej.